# Il secondo libro dei robot
Il secondo libro dei robot (The Rest of the Robots) è un'antologia di racconti di fantascienza di Isaac Asimov, del 1964. Contiene 8 storie scritte fra il 1942 e il 1958, che hanno per protagonisti i robot. L'edizione americana del libro è composta anche dai 2 romanzi Abissi d'acciaio e Il sole nudo, pubblicati in Italia come opere a sé stanti. Nell'edizione Bompiani è stato aggiunto Intuito femminile, presente inizialmente nell'Antologia del bicentenario. È seguente a Io, Robot e precedente a Antologia del bicentenario. I racconti principali contenuti in questo libro per lo sviluppo dell'Universo della fondazione, sono stati poi riuniti in Tutti i miei robot.

## Elenco dei racconti
I titoli seguenti rispettano l'indice della raccolta nell'edizione Mondadori:
| Titolo Originale        | Anno | Edizione Mondadori      | Edizione Bompiani       | Parte                   |
| ----------------------- | ---- | ----------------------- | ----------------------- | ----------------------- |
| Robot AL-76 Goes Astray | 1942 | AL-76                   | Il robot scomparso      | L'avvento dei robot     |
| Victory Unintentional   | 1942 | Vittoria involontaria   | Esseri superiori        | L'avvento dei robot     |
| First Law               | 1956 | La prima legge          | Cuore di mamma          | La legge della robotica |
| Let's Get Together      | 1957 | Se saremo uniti         | Uniamoci                | La legge della robotica |
| Satisfaction Guaranteed | 1951 | Soddisfazione garantita | Soddisfazione garantita | Susan Calvin            |
| Risk                    | 1955 | Rischio                 | La vita di un uomo      | Susan Calvin            |
| Lenny                   | 1958 | Lenny                   | Lenny                   | Susan Calvin            |
| Galley Slave            | 1957 | Il correttore di bozze  | Lo schiavo              | Susan Calvin            |
| Feminine Intuition      | 1969 | Assente                 | Intuito femminile       | Susan Calvin            |

## Edizioni
- Isaac Asimov, The Rest of the Robots, 1964.
- Isaac Asimov, Il secondo libro dei robot, traduzione di Gian Luigi Gonano, Gamma. [Il Fantalibro]. I Capolavori della Fantascienza, 1968,  p. 272.
- Isaac Asimov, Il secondo libro dei robot, traduzione di Gian Luigi Gonano, Tascabili Bompiani, 1978,  p. 269, ISBN 88-452-0523-1.
- Isaac Asimov, Il secondo libro dei robot, traduzione di Laura Serra, Oscar Mondadori, 2004,  p. 222.